# Wasserschloss Irmelshausen

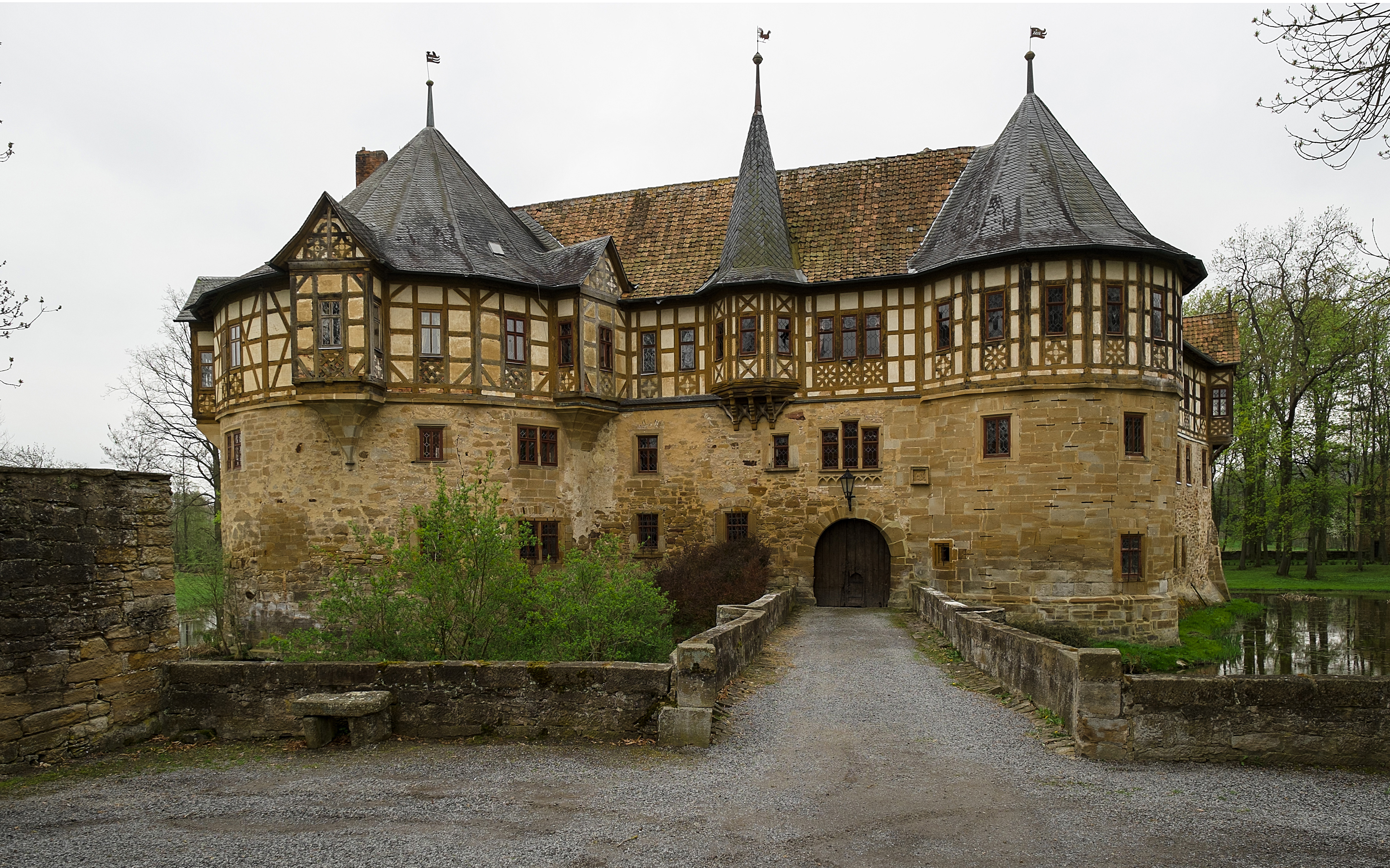
Schloss Irmelshausen

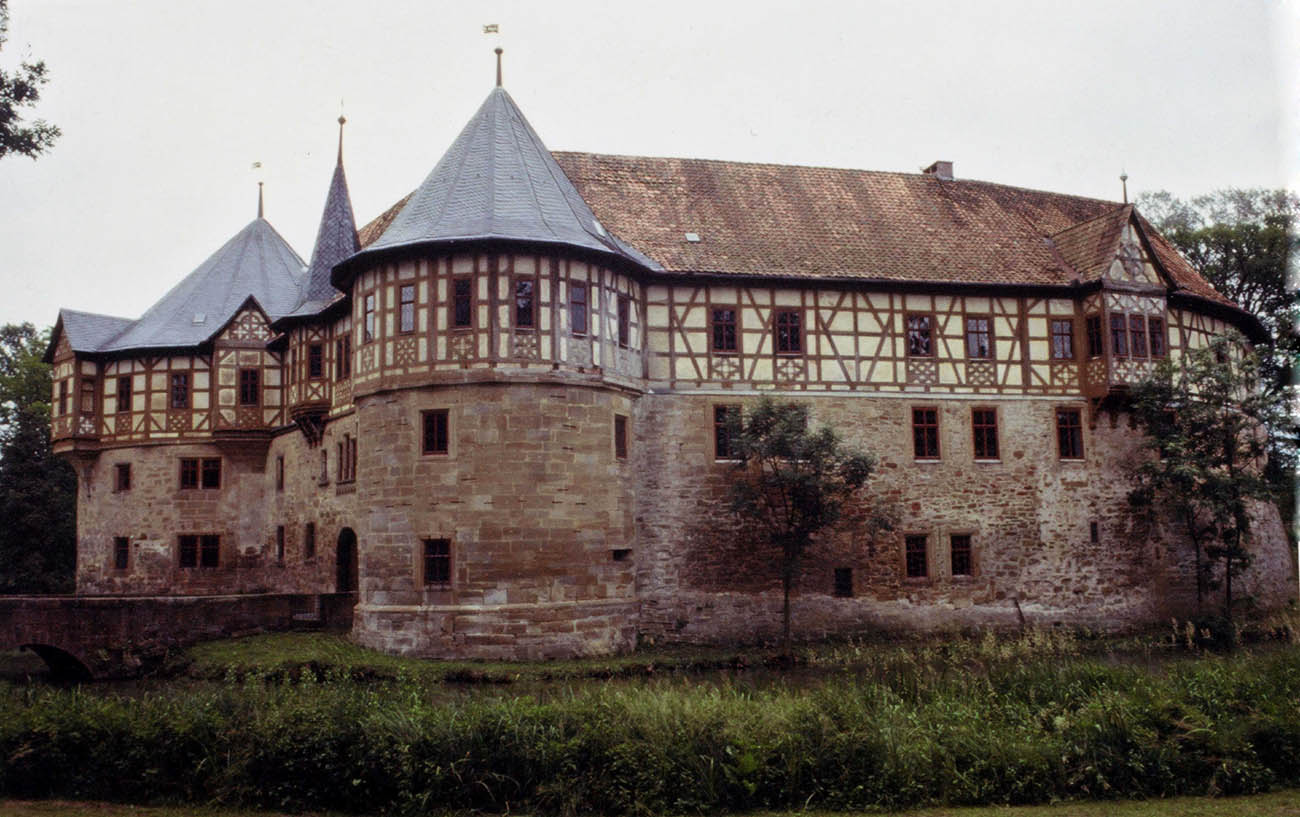
Wasserschloss Irmelshausen

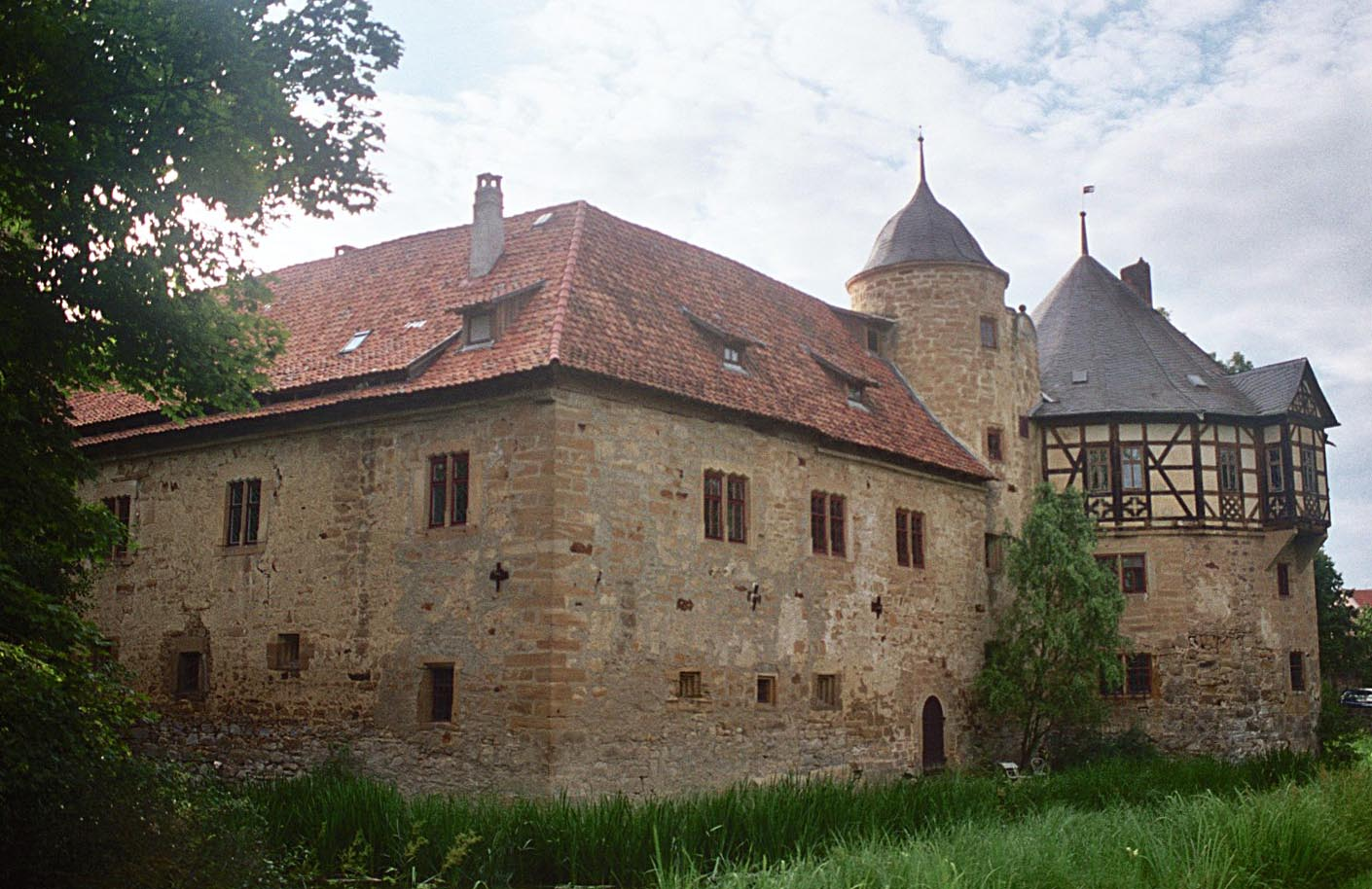
Wasserschloss Irmelshausen

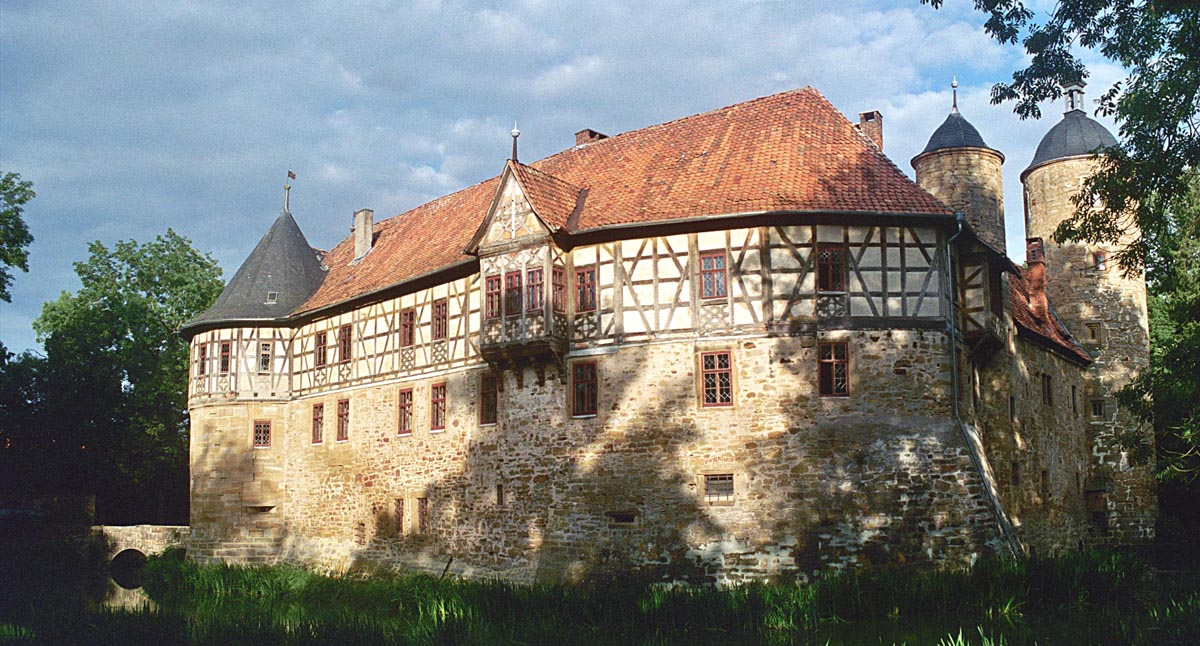
Wasserschloss Irmelshausen

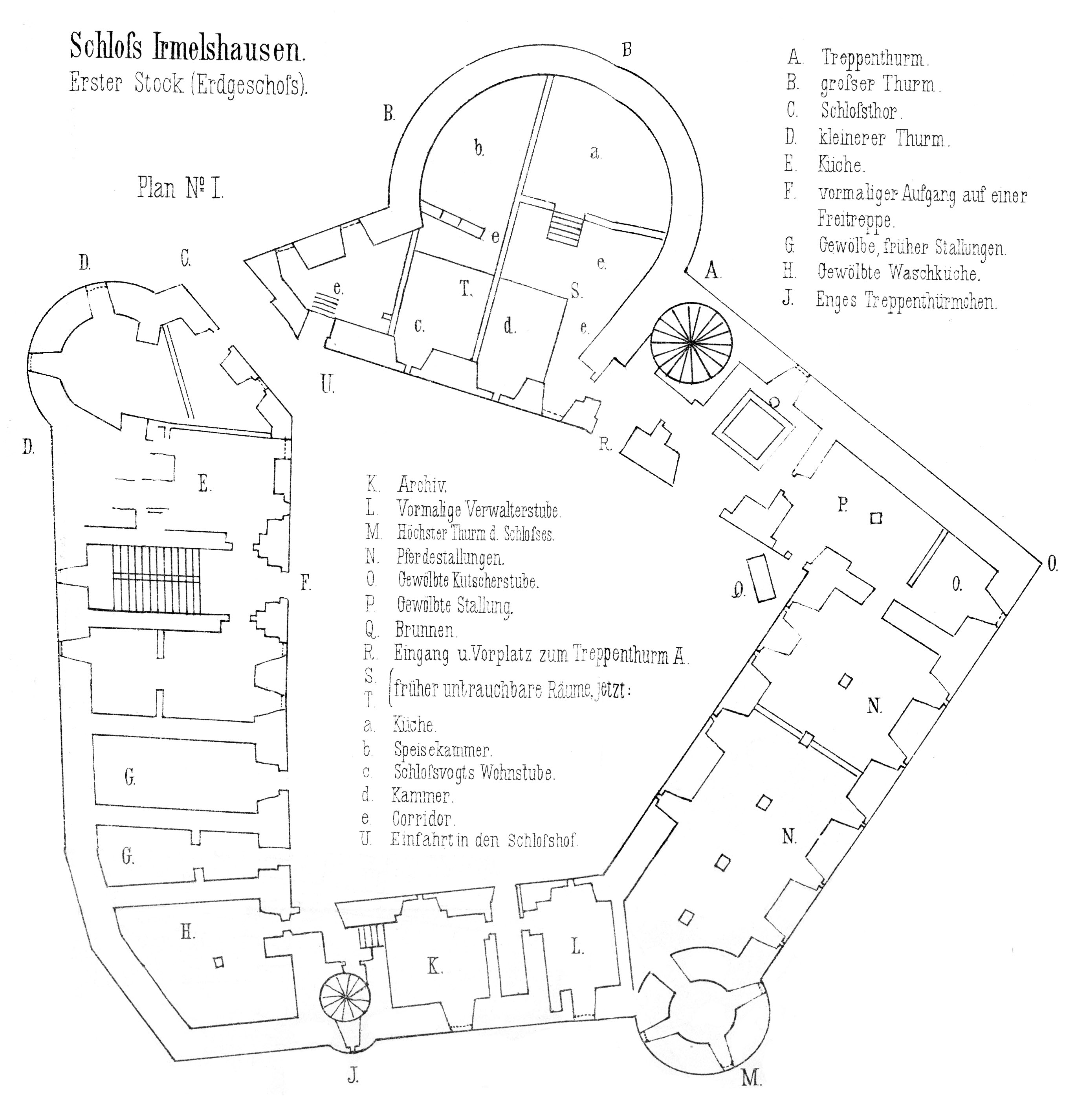
Grundriss

Das Wasserschloss Irmelshausen ist ein Schloss im Höchheimer Ortsteil Irmelshausen im Landkreis Rhön-Grabfeld. Es liegt im unterfränkischen Teil des Grabfeldes. Seit 1376 ist das Gebäude im Besitz des Adelsgeschlechts von Bibra, seit 1984 zur Hälfte im Besitz der Familie der Grafen Stauffenberg.

## Geschichte
In Irmelshausen befand sich eine Burg, welche die Herren von Irmelshausen, eine Nebenlinie der Grafen von Henneberg als Stammsitz ihrer Kleindynastie nutzten. Poppo III. war im 12. Jahrhundert der Erste, der sich nach dem Sitz Irmelshausen benannte. Mitte des 13. Jahrhunderts fiel der Besitz zurück an die Hauptlinie Henneberg-Schleusingen, bevor er 1354 durch Verkauf an das Hochstift Würzburg kam.
Seit 1376 ist die Burg Irmelshausen im Besitz des einflussreichen Geschlechts von Bibra, das das politische Geschehen in Franken, Südthüringen und im Reich mit bestimmte. Den heutigen Bau ließen die Herren von Bibra im 15. Jahrhundert errichten. Hans von Bibra ließ ihn zwischen 1556 und 1561 in seine heutige Form erweitern. Die Vorgängerbauten gehörten den Grafen von Henneberg und stammten vermutlich aus dem 11. Jahrhundert.
Ende des 18. Jahrhunderts teilten die Brüder Eugen Georg von Bibra und Ludwig Friedrich von Bibra das Schloss je zur Hälfte (ältere und jüngere Linie), womit es zur historisch späten Entstehung einer Ganerbenburg kam. Die Schlosshälfte der älteren Linie ging als Erbe des Diplomaten Sigismund von Bibra an seine zweite Ehefrau, die Witwe Renate Freifrau von Bibra, geborene Freiin von und zu Guttenberg, welche sie an ihre Adoptivtochter weitervererbte, Elisabeth Schenk Gräfin von Stauffenberg, geborene Freiin von und zu Guttenberg, Ehefrau des Franz Ludwig Schenk Graf von Stauffenberg und Besitzerin von Schloss Kirchlauter. Der Besitz ging 2002 an ihren Sohn Karl Schenk Graf von Stauffenberg, der seit 2014 die Schlosshälfte der Älteren Linie mit seiner Familie bewohnt, dort betreibt er eine Eventagentur sowie Ferienwohnungen.
Die Hälfte der jüngeren Linie gehört heute Hans Freiherrn von Bibra, der sie mit seiner Familie ebenfalls bewohnt. Daher kann die Burg nur von außen besichtigt werden.

## Beschreibung

### Lage
Die Fachwerkbauten des Wasserschlosses Irmelshausen erheben sich auf einer künstlichen Insel im Milzgrund. Die vollständig erhaltene mittelalterliche Veste gilt als schönste Wasserburg Frankens. Das Sumpfgelände, in dem sie liegt, war durch Anstauung der Milz zu einem Weiher mit Insel in der Mitte umgestaltet worden.

### Schlossanlage
Die unregelmäßige fünfeckige Burg wirkt mit ihren steinernen Untergeschossen und Fachwerkaufsätzen malerisch und wurde bereits als Filmkulisse benutzt. Der stattliche Fachwerkbau ist von einer fünfseitigen, weitläufigen Ringmauer mit Ecktürmchen und Torbau umgeben. Im Mittelalter war die geschlossene Festungsanlage nur von der Dorfseite her über eine Zugbrücke zu erreichen.
1514 wurde die Wasserburg Irmelshausen vergrößert. Unter Hans von Bibra entstanden 1556–1561 drei neue Flügel, der sogenannte Hansenbau.
Um 1700 wurde die Zugbrücke durch eine Steinbrücke ersetzt. An der Landseite sind noch Reste einer kleinen Vorburg (Barbakane) erhalten. Der Lebensstil einer Landadelsfamilie spiegelt sich in Innenarchitektur, Möblierung und Kunstschätzen wider.